# Elzwiesen
Elzwiesen (Prados del Elz) se llama una reserva natural y paisajística en Baden-Wurtemberg, Alemania. Se trata del primer proyecto de natura LIFE llevado a cabo en Baden. Se encuentra en la zona baja del Elz (en alemán: Elzniederung) y comprende varias hectáreas.

## Lectura
- Reglamento del Gobierno regional de Friburgo del 25 de marzo de 2004 sobre la reserva natural y paisajística "Prados del Elz"
- Reglamento del Gobierno regional de Friburgo del 6 de noviembre de 1990 sobre la reserva natural y paisajística "Prados del Elz", 9 páginas.
- Comisión Europea: Elzwiesen - Meadow Habitat, 6 páginas.
- Instituto Estatal de Medio Ambiente de Baden-Württemberg: Archivado el 6 de febrero de 2016 en Wayback Machine. Naturschutzinfo (Información sobre la protección de la naturaleza), 2007 cuaderno 3 - 2008 cuaderno 1. 124 páginas. En página 15: Primer proyecto de natura LIFE de Baden.
- Diario Oficial de la Unión Europea: Instrumento financiero para el medio ambiente (LIFE +)
- Aguas ecológicamente importantes para peces en la región del Gobierno de Friburgo (enlace roto disponible en Internet Archive; véase el historial, la primera versión y la última)., 76 páginas.

- Datos: Q15055977
- Multimedia: Naturschutzgebiet Elzwiesen / Q15055977